# ناحیه نانشان، شنژن
نانشان (به لاتین: Nanshan District, Shenzhen) یک سکونتگاه مسکونی در جمهوری خلق چین است که در شنژن واقع شده‌است.

## خصوصیات
نانشان ۱۸۲ کیلومترمربع مساحت و ۱٬۱۰۸٬۵۰۰ نفر جمعیت دارد.

## نگارخانه

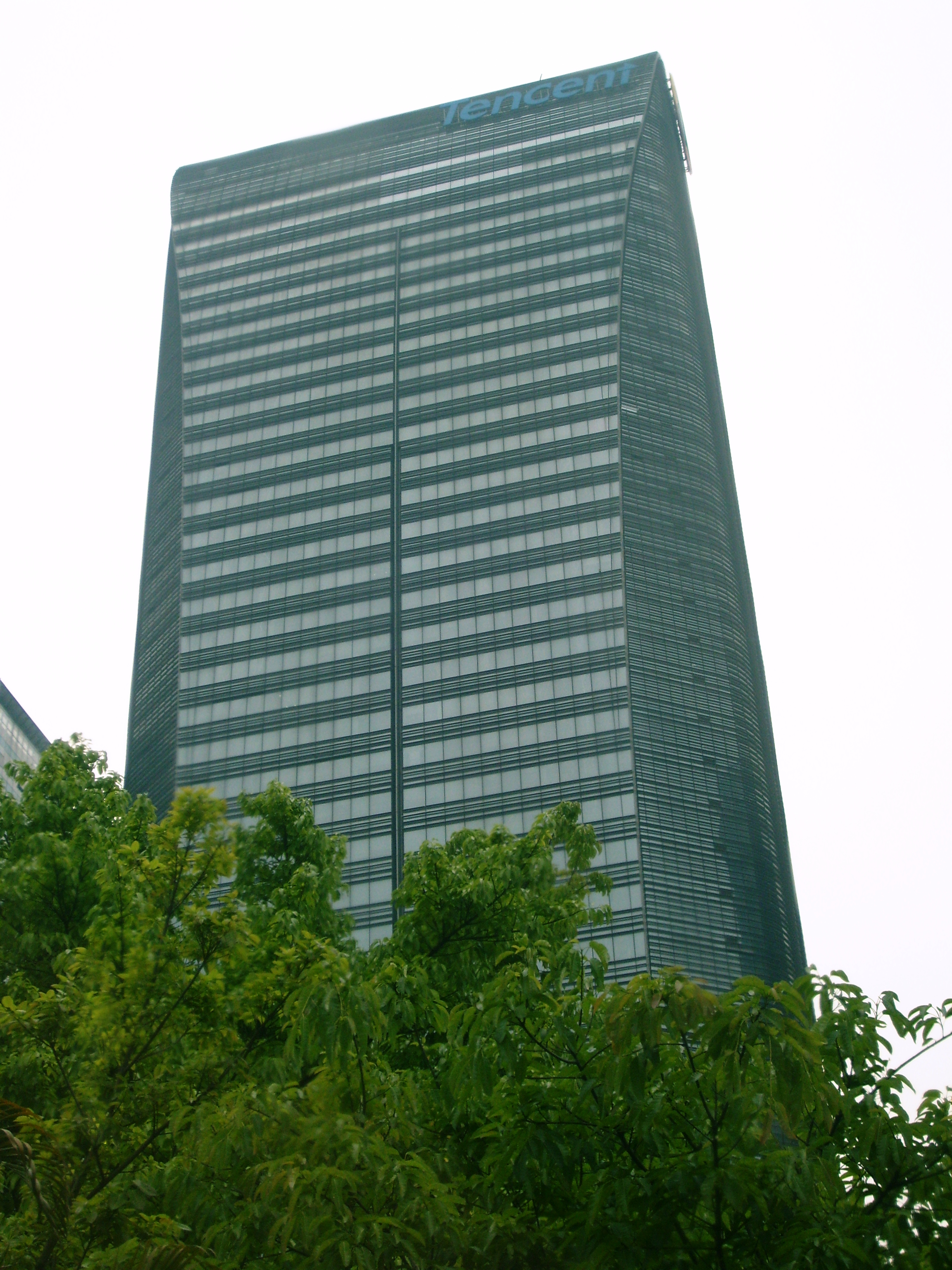
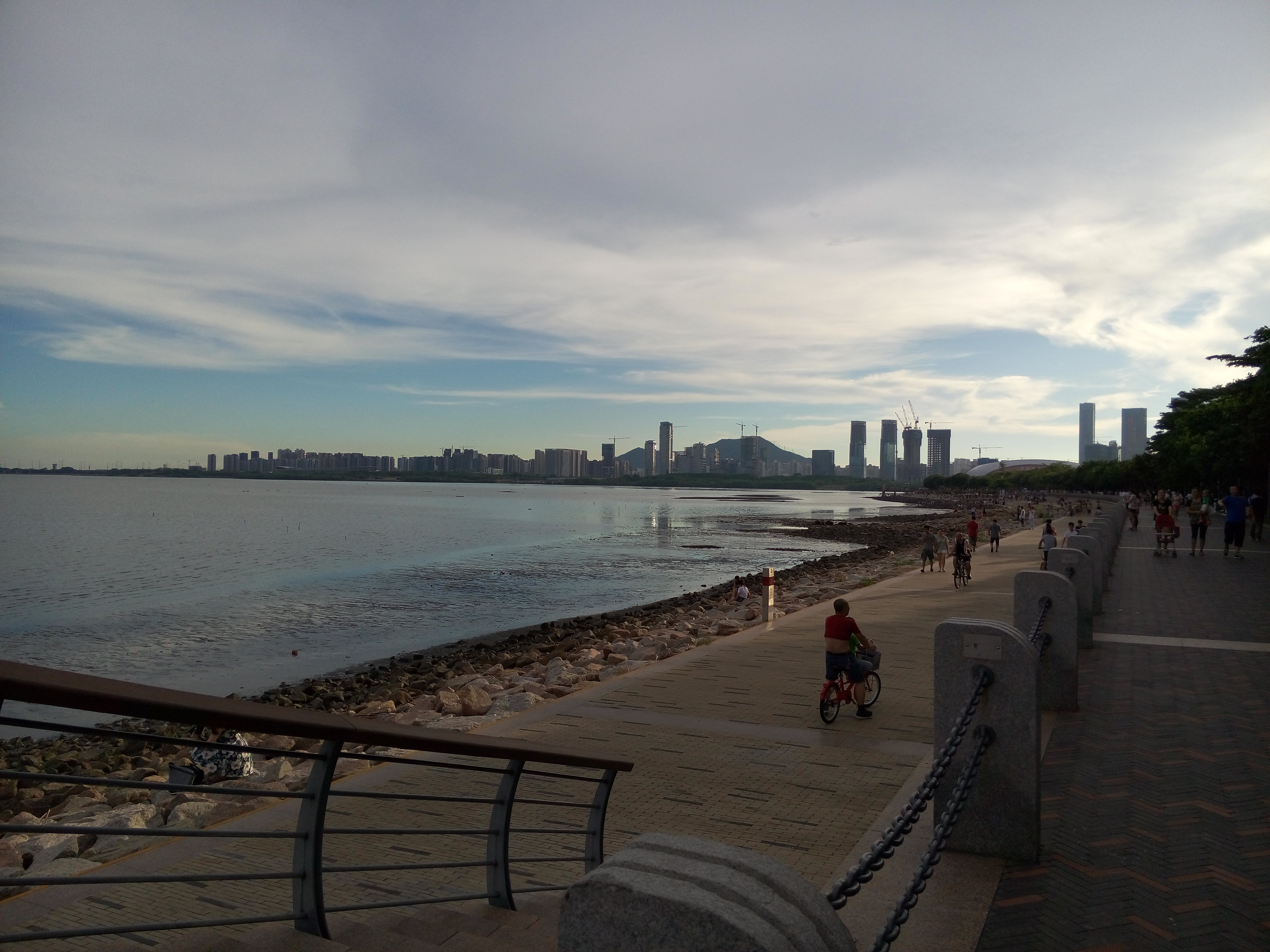
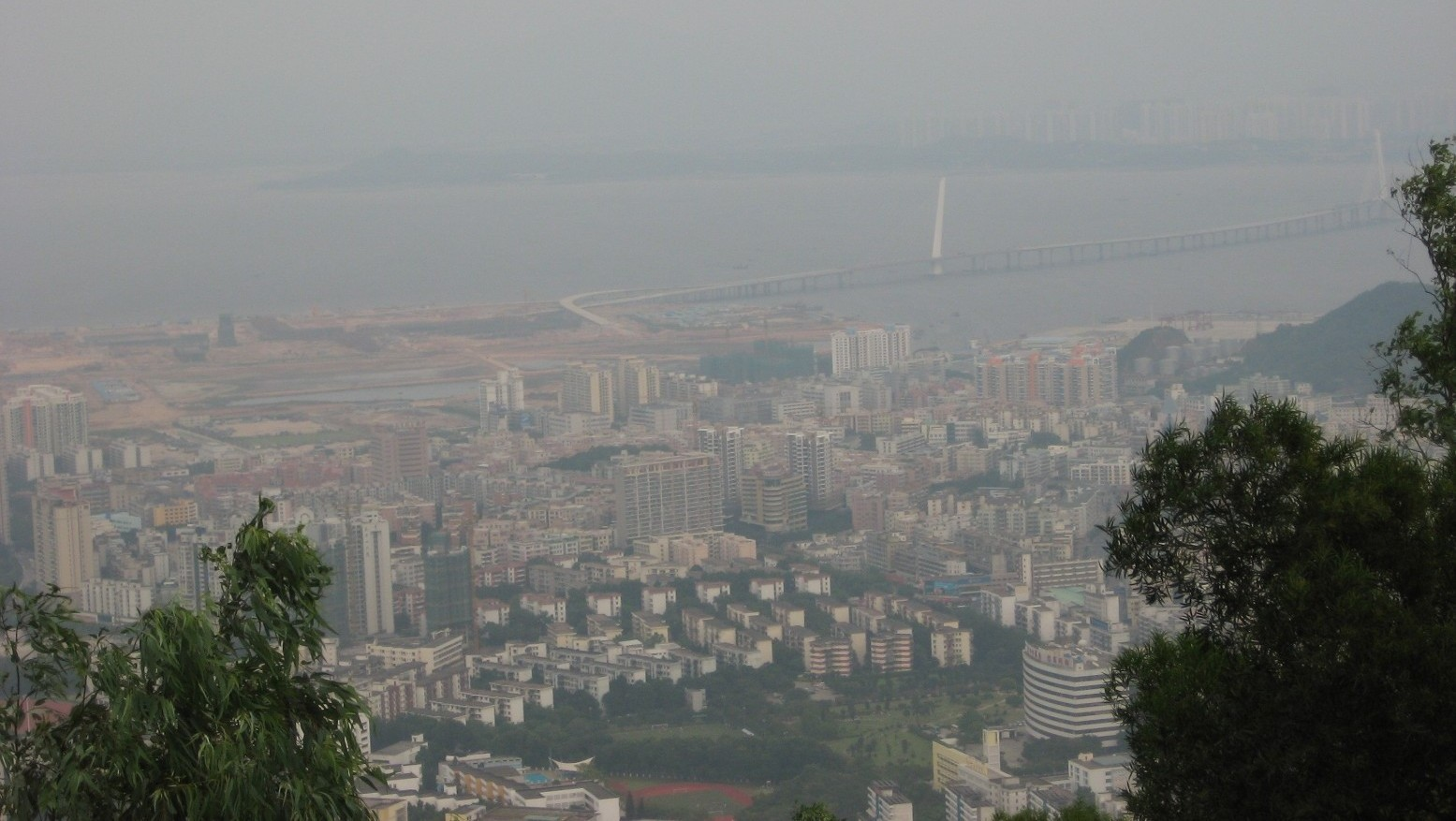